# グルン駅
グルン駅（グルンえき、マレー語: Stesen Keretapi Gurun）はマレーシアのケダ州グルンにある、マレー鉄道ケダ線の駅。

## 概要
KTMエレクトリック・トレイン・サービスの一部の列車とKTMコミューター北区間の電車が停車する。ケダ線の複線化、電化に合わせ、2014年6月に改築された。

## 歴史
- 1915年3月1日 - 駅開業。グルン～ピナン・トゥンガル間開業。

## 駅構造
単式ホーム 1面1線をもつ地上駅である。駅舎は西側にあり、ホームに面している。東側に待避線が1線あり列車交換ができる。

## 隣の駅
マレー鉄道
ケダ線
KTM ETS
アロー・スター駅 - グルン駅 - スンガイ・プタニ駅
 2  KTMコミューター バターワース-パダン・ブサール線
コダ駅 - グルン駅 - スンガイ・プタニ駅